# سارة جاكسون
سارة جاكسون (بالإنجليزية: Sarah Jackson)‏ هي فَنانة كَندية وُلدت في ديترويت بتاريخ 13 نوفمبر 1924، وَحصلت على شُهرتها نتيجة لمنحوتاتها وَرُسوماتها حتى أصبح من رُواد الفَن الرَقمي في القرن العِشرين، تُوفيت في هاليفاكس بتاريخ 18 مايو 2004.